# Сухополь (Башкортостан)
Сухополь (баш. Сухополь) — деревня в Инзерском сельсовете Архангельского района Республики Башкортостан России. Имеет статус деревни с 2005 года.

## Географическое положение
Расстояние до:
- районного центра (Архангельское): 21 км,
- центра сельсовета (Валентиновка): 1 км,
- ближайшей железнодорожной станции (Приуралье): 36 км.

## История
Статус деревня, сельского населённого пункта, посёлок получил согласно Закону Республики Башкортостан от 20 июля 2005 года N 211-з «О внесении изменений в административно-территориальное устройство Республики Башкортостан в связи с образованием, объединением, упразднением и изменением статуса населенных пунктов, переносом административных центров», ст.1:

6. Изменить статус следующих населенных пунктов, установив тип поселения — деревня:

3) в Архангельском районе:…

о) поселка Сухополь Инзерского сельсовета

## Население
| 2002 | 2009 | 2010 |
| ---- | ---- | ---- |
| 153  | ↘150 | ↘115 |

Национальный состав
Согласно переписи 2002 года, преобладающая национальность — русские (71 %).

## Известные уроженцы
- Баранов, Ефрем Харитонович (1903—1972) — депутат Верховного Совета БАССР первого созыва, первый секретарь Стерлитамакского горкома ВКП(б), министр социального обеспечения БАССР (1951—1961), участник Великой Отечественной войны.
- Пстыго Иван Иванович (1918—2009) — советский лётчик штурмовой авиации, Герой Советского Союза, кавалер семи орденов Красного Знамени, командующий ВВС группы советских войск в Германии, командующий 16-й воздушной армией, начальник центральной инспекции безопасности полётов авиации Вооруженных Сил СССР, маршал авиации.
- Саевич, Тимофей Александрович (1919—2003) — командир звена 11-го отдельного Витебского разведывательного авиационного полка 3-й воздушной армии 1-го Прибалтийского фронта, капитан, Герой Советского Союза.